# Линдси, Стивен Уэйн
Стивен Уэйн Линдси (англ. Steven Wayne Lindsey; род. 24 августа 1960, Аркейдия, Калифорния) — полковник военно-воздушных сил США, американский астронавт.
Линдси родился в Аркейдии (штат Калифорния), но считает своим родным городом Темпл-Сити (Temple City; Калифорния).

## Образование
Линдси получил степень бакалавра в 1982 году в Академии военно-воздушных сил США (United States Air Force Academy) в Колорадо-Спрингс (Colorado Springs), штат Колорадо. Степень магистра в области астронавтики в Технологическом институте воздушных сил (Air Force Institute of Technology).
Обучение лётному мастерству Линдси прошёл на военно-воздушной базе Риз (Reese) в штате Техас. В 1984 году Линдси получил звание пилота и был направлен проходить службу на военно-воздушную базу Бергстром (Bergstrom), штат Техас.

## Карьера
С 1984 по 1987 годы он служил пилотом и пилотом-инструктором. С 1987 года Линдси продолжил образование в Технологическом институте воздушных сил в штате Огайо, где он изучал аэронавтику. В 1989 году он обучался в Школе лётчиков-испытателей ВВС США (USAF Test Pilot School) на военно-воздушной базе Эдвардс в Калифорнии. В дальнейшем он служил командиром эскадрильи.
С 1993 по 1994 годы Линдсей обучался в Командном колледже ВВС (Air Command and Staff College) на военно-воздушной базе Максвелл в штате Алабама.
Линдси имеет более 4500 часов налёта на самолётах более 50 типов.

## Карьера астронавта
В декабре 1994 года Линдси стал кандидатом в астронавты НАСА. В мае 1996 года он стал астронавтом с квалификацией — пилот.
Линдси совершил пять космических полётов. Он был пилотом миссий «Колумбия» STS-87 в 1997 году и «Дискавери» STS-95 в 1998 году и командиром «Атлантис» STS-104 в 2001 году, «Дискавери» STS-121 в 2006 году, "Дискавери" STS-133 в 2011 году
Общее время пребывания Линдси в космосе составляет 62 суток 22 часа 33 минуты.

## Награды
- Орден «Легион Почёта»
- Крест лётных заслуг
- Медаль «За отличную службу»
- 4 медали «За космический полёт»
- Медаль «За выдающееся лидерство»
- Медаль «За выдающуюся службу»
- Медаль «За исключительные заслуги»
- другие медали
- Орден «За заслуги» III ст. (Украина, 19 июня 1998 года) — за значительный личный вклад в развитие космонавтики, укрепление международного сотрудничества в области космических исследований[1]

## Личные данные
Состоит в браке, трое детей. Увлечения: чтение, водные и снежные лыжи, подводное плавание, виндсерфинг, кемпинг, бег, ракетные игры.